# Higgins X-13
Christopher Higgins (Orange, 23 september 1972), beter bekend onder zijn artiestennaam Higgins X-13, is een Amerikaanse muzikant en voormalig tourlid van de punkrockband The Offspring, waar hij backup-gitaar en percussie speelde en achtergrondzang deed.  

## Carrière
Higgins werd geboren in Orange in Californië. Toen Higgins student was aan Orange High School, vroegen een paar jongens hem om in hun rockband te spelen. Hij vertelde hen dat hij geen instrumenten bespeelde. De jongens zeiden: 'Dat is oké, we weten ook niet echt hoe we iets moeten spelen. We gaan gewoon spelen.' Het duurde niet lang of hij leerde gitaar spelen en oefende elke dag. 
Na zijn studie ging Higgins op tournee met The Offspring, een van de meest succesvolle rockbands die ooit uit Orange County kwam, als lid van de road crew. Tijdens live-optredens zong Higgins de beroemde regels "You Got Keep Em’ Separated" van "Come Out And Play", "Mota" van "Mota" (die beide voor het album zijn opgenomen door Jason "Blackball" McLean) en extra zang op Pretty Fly (for a White Guy). In de demoversie van "Original Prankster" deed Higgins de back-upzang, maar op het album werd zijn zang vervangen door Redman. Ook Higgins serveerde biertjes bij shows tijdens het nummer "Intermisson". Higgins verzorgde verder de achtergrondzang voor de studioalbums Americana, Conspiracy of One, Splinter en Rise and Fall, Rage and Grace. Tijdens zijn 11 jaar bij de band trad hij live op met The Offspring op tournee en kreeg een rol in de videoclip voor Why Don't You Get a Job? Als The Offspring niet onderweg was, runde Higgins de studio van Dexter Holland en produceerde hij de demo-opnames van de komende Offspring-albums.  
In 2005 verliet Higgins The Offspring omdat hij meer tijd nodig had voor de kerk en zijn gezin. Wel deed Higgins nog achtergrondzang op Rise and Fall, Rage and Grace. Hij is momenteel betrokken bij digitale media en visuele communicatie bij St. John's Lutheran Church of Orange, Californië. In 2018 werd er onder een Instagram bericht gevraagd door een volger of Higgins terug zou keren bij The Offspring als hij de kans kreeg waar hij op antwoordde "Ik zou zeker willen terugkeren bij de band. The Offspring heeft me niet teruggevraagd. Maar ja, ik zou overwegen om dat te doen". Tegenwoordig is Higgins actief in de bands Wank en Sleeping Dogs. 

## Discografie

### The Offspring
- 1998 — Americana
- 1998 - A Piece of Americana
- 2000 — Conspiracy of One
- 2003 — Splinter
- 2005 — Greatest Hits
- 2008 — Rise and Fall, Rage and Grace

### AFI
- 2000 — The Art of Drowning (achtergrondzang)

### T.S.O.L.
- 2003 — Divided We Stand (achtergrondzang)

### Sleeping Dogs
- 2021 — No Mercy (single)

### Wank
- 2022 — The States (Ep)

- MusicBrainz: d8326a57-88e5-4d9b-98e0-a697aa9347fe